# Cribrella
Cribrella es un género de foraminífero bentónico considerado homónimo posterior de Cribrella Agassiz, 1835, y sustituido por Cribrebella de la subfamilia Nodosariinae, de la familia Nodosariidae, de la superfamilia Nodosarioidea, del suborden Lagenina y del orden Lagenida. Su especie-tipo es Cribrella lacrima. Su rango cronoestratigráfico abarcaba desde el Campaniense superior hasta el Maastrichtiense (Cretácico superior).

## Clasificación
Cribrella incluía a las siguientes especies:
- Cribrella fusiformis †, aceptado como Cribrebella fusiformis
- Cribrella lacrima †, aceptado como Cribrebella lacrima
- Cribrella mstaensis †
- Cribrella ovata †, aceptado como Cribrebella ovata